# Одягнений убивати
«Одягнений убивати» (англ. Dressed to Kill) — американська кримінальна кінокомедія режисера Ірвінга Каммінгса, що вийшла 1928 року.

## У ролях
- Едмунд Лоу — Міл-Евей Баррі
- Мері Астор — Дженні
- Бен Бард — Нік
- Боб Перрі — Рітзі Хоган
- Джо Браун — камео
- Том Дуган — Сілкі Левін
- Джон Келлі — Біф Сімпсон
- Роберт Емметт О'Коннор — детектив Гілрой
- Р. О. Пеннелл — професор
- Едвард Брейді — Волтер